# تیمیانکی سکوری
تیمیانکی سکوری (به لاتین: Tymianki-Skóry) یک منطقهٔ مسکونی در لهستان است که در Gmina Boguty-Pianki واقع شده‌است.

## خصوصیات
تیمیانکی سکوری ۷۰ نفر جمعیت دارد و ۱۲۵ متر بالاتر از سطح دریا واقع شده‌است.